# دکستر بین
دکستر بین (انگلیسی: Dexter Bean؛ زادهٔ ۵ ژانویهٔ ۱۹۸۷) راننده مسابقه‌ای اهل ایالات متحده آمریکا است.